# Campeonato mundial A de hockey patines masculino de 1974
El XXI Campeonato mundial de hockey sobre patines masculino se celebró en Portugal en 1974, con la participación de doce Selecciones nacionales masculinas de hockey patines. Todos los partidos se disputaron en la ciudad de Lisboa.
Toda la competición se disputó en el formato de liga, enfrentándose entre sí las doce selecciones y ordenándose la clasificación final según los puntos obtenidos.

## Equipos participantes
De las 12 selecciones nacionales participantes del torneo, 8 son de Europa, 3 de América y 1 de Oceanía.
| Alemania Occidental |
| Argentina           |
| Australia           |
| Bélgica             |
| Brasil              |
| España              |
| Estados Unidos      |
| Francia             |
| Italia              |
| Países Bajos        |
| Portugal            |
| Suiza               |

## Resultados
|           | Bandera de Bélgica | Bandera de Argentina | Bandera de Australia | Bandera de Alemania | Bandera de Brasil | Bandera de los Países Bajos | Bandera de Suiza | Bandera de Italia | Bandera de Francia | Bandera de España | Bandera de Estados Unidos | Bandera de Portugal |
| --------- | ------------------ | -------------------- | -------------------- | ------------------- | ----------------- | --------------------------- | ---------------- | ----------------- | ------------------ | ----------------- | ------------------------- | ------------------- |
| Bélgica   |                    |                      |                      |                     |                   |                             |                  |                   |                    |                   |                           |                     |
| Argentina | 5-3                |                      |                      |                     |                   |                             |                  |                   |                    |                   |                           |                     |
| Australia | 2-7                | 0-9                  |                      |                     |                   |                             |                  |                   |                    |                   |                           |                     |
| Alemania  | 9-3                | 1-1                  | 3-0                  |                     |                   |                             |                  |                   |                    |                   |                           |                     |
| Brasil    | 6-3                | 2-4                  | 6-2                  | 8-5                 |                   |                             |                  |                   |                    |                   |                           |                     |
| Holanda   | 4-3                | 3-4                  | 6-1                  | 2-4                 | 5-6               |                             |                  |                   |                    |                   |                           |                     |
| Suiza     | 3-5                | 3-4                  | 4-4                  | 1-7                 | 0-3               | 2-1                         |                  |                   |                    |                   |                           |                     |
| Italia    | 9-1                | 1-3                  | 10-2                 | 3-6                 | 2-1               | 3-6                         | 6-1              |                   |                    |                   |                           |                     |
| Francia   | 6-3                | 1-7                  | 8-0                  | 3-6                 | 2-3               | 2-7                         | 4-4              | 4-1               |                    |                   |                           |                     |
| España    | 13-3               | 1-1                  | 8-0                  | 6-1                 | 4-1               | 6-0                         | 10-0             | 3-3               | 5-0                |                   |                           |                     |
| EE. UU.   | 7-3                | 2-2                  | 6-1                  | 1-4                 | 1-3               | 5-4                         | 2-3              | 3-4               | 2-4                | 0-3               |                           |                     |
| Portugal  | 18-1               | 5-1                  | 9-1                  | 4-2                 | 8-2               | 4-1                         | 14-3             | 3-3               | 8-1                | 4-2               | 13-4                      |                     |

## Clasificación Final
| Posición | Equipo         | Pts | PJ | PG | PE | PP | GF | GC | DG  |
| -------- | -------------- | --- | -- | -- | -- | -- | -- | -- | --- |
|          | Portugal       | 21  | 11 | 10 | 1  | 0  | 90 | 20 | 70  |
|          | España         | 18  | 11 | 8  | 2  | 1  | 60 | 13 | 47  |
|          | Argentina      | 17  | 11 | 7  | 3  | 1  | 41 | 22 | 19  |
| 4        | Alemania       | 15  | 11 | 7  | 1  | 3  | 48 | 32 | 16  |
| 5        | Brasil         | 14  | 11 | 7  | 0  | 4  | 41 | 36 | 5   |
| 6        | Italia         | 12  | 11 | 5  | 2  | 4  | 45 | 33 | 12  |
| 7        | Francia        | 9   | 11 | 4  | 1  | 6  | 35 | 46 | -11 |
| 8        | Holanda        | 8   | 11 | 4  | 0  | 7  | 39 | 40 | -1  |
| 9        | Estados Unidos | 7   | 11 | 3  | 1  | 7  | 33 | 44 | -11 |
| 10       | Suiza          | 6   | 11 | 2  | 2  | 7  | 24 | 60 | -36 |
| 11       | Bélgica        | 4   | 11 | 2  | 0  | 9  | 35 | 82 | -47 |
| 12       | Australia      | 1   | 11 | 0  | 1  | 10 | 13 | 76 | -63 |